# Toba/Qom
Qom o toba és la denominació que reben un dels pobles de l'ètnia ameríndia que han habitat històricament les zones del que anomenem el Gran Chaco.
El tobes (del gentilici pejoratiu guaraní, tová: ‘rostre, front’) o qom/kom són una ètnia del grup pàmpid que habita al Chaco Central (uns 20.000); alguns grups viuen també a Formosa (on s'han barrejat en gran part amb els pilagá), Paraguai (700) i Bolívia (Tarija, uns 150). Ells mateixos s'anomenaven ntokóit fins que van adoptar el nom de q'om o qom (home) o eventualment el nom de parlants de la llengua: qom'lek o qom'lik (la llengua s'anomena qomlaqtaq i és del grup guaycurú de la família mataco-guaycurú).
El Gran Chaco sud-americà és una vasta plana semiàrida, que s'estén sobre part del nord de l'Argentina, de l'est de Bolívia, de l'oest del Paraguai i del sud del Brasil, al llarg de més d'un milió de quilòmetres quadrats. A l'Argentina, el Gran Chaco comprèn les províncies de Formosa, Chaco, Santa Fe i Salta. En el Gran Chaco viuen al voltant de dos-cents cinquanta mil indígenes que pertanyen a més de vint grups ètnics. 
Els qom viuen en comunitats rurals, urbanes i peri-urbanes (als afores de les ciutats). A Formosa se situen al centre i sud de la província i existeix també un petit conjunt de comunitats a l'oest. Al Chaco, els qom estan assentats en comunitats al centre de la província, en les ribes del riu Bermejo i en l'oest, a la zona de l'impenetrable. També trobem comunitats al Chaco Boreal (Paraguai) i a les províncies de Santa Fe, Salta. Des dels anys seixanta, molts qom van començar a migrar cap a les ciutats atrets per l'oferta de disposar de treball, escoles, centres de salut. Resultat d'aquests processos migratoris es van anar creant comunitats en les rodalies de les ciutats i als mateixos centres urbans. Trobem comunitats qom als barris d'algunes grans ciutats de l'Argentina: Buenos Aires, La Plata, Rosario, Santa Fe... Al Paraguai, d'acord amb el cens poblacional del Paraguai de l'any 2012, viuen 2057 pobladors qom als departaments President Hayes i San Pedro. A Bolívia van haver-hi comunitats toba-qoms fins als primers anys del segle xx. Diversos conflictes i matances els van fer fugir als territoris actuals de Paraguai i Argentina. 
Al quadre adjunt – elaborat a partir de dades del Cens Nacional de Població, Llars i Habitatges 2010 – podem veure la població qom a l'Argentina, distribuïdes per províncies i zones urbanes o rurals. 
| Provincia Población            | qom total | Población qom rural | Población qom urbana |
| Chaco                          | 30.766    | 12.155              | 18.611               |
| Santa Fe                       | 14.089    | 920                 | 13.169               |
|                                | 12.246    | 6.051               | 6.195                |
| Córdoba                        | 4.117     | 336                 | 3.781                |
| Salta                          | 3.427     | 703                 | 2.724                |
| Partidos del Gran Buenos Aires | 35.544    | 35.527              | 17                   |
| Buenos Aires                   | 13.475    | 684                 | 12.791               |
| CABA                           | 3.845     | 3.845               |                      |
| Resto del país                 | 8. 821    | 1.049               | 7.772                |
| TOTAL                          | 126.330   | 61.270              | 65.060               |

La bandera tradicional dels toba o qom del Chaco està formada per tres colors repetits (groc, verd i marró). Els colors representen la primavera amb les seves florescències grogues, l'estiu amb la seva verdor i la tardor amb els fruits madurs. La reiteració assenyala la repetició indefinida del cicle, subjecte a les condicions atmosfèriques i a la quantitat d'aigua (aquesta bandera s'utilitza tant en horitzontal com en vertical). Una organització toba o qom, la Lma Iacia Qom (La Casa del Hermano Toba), que reivindica el reconeixement i el progrés dels toba, va adoptar una bandera el 31 d'agost de 2009 per acord unànime de la comissió directiva i col·laboradors. Inclou els colors negre, verd i marró, característics del poble qom, així com una representació del tonolec (mussol) l'au sagrada de la nació i part de la seva cultura ancestral. Va ser hissada per primer cop el 5 de setembre de 2009 en els actes del dia internacional de la dona indígena. S'ha fet tan popular que fa de bandera nacional qom, principalment al Chaco però també a altres llocs. La bandera és marró a la part superior i inferior i al mig verda (sent el verd de la mateixa amplada que les dues marrons juntes; els dos colors estan separats a dalt i baix per dues línies de figures arrombades de color negre; el mussol de color marró i ulls blancs se situa al mig sobre una branca d'arbre.